# Nationen

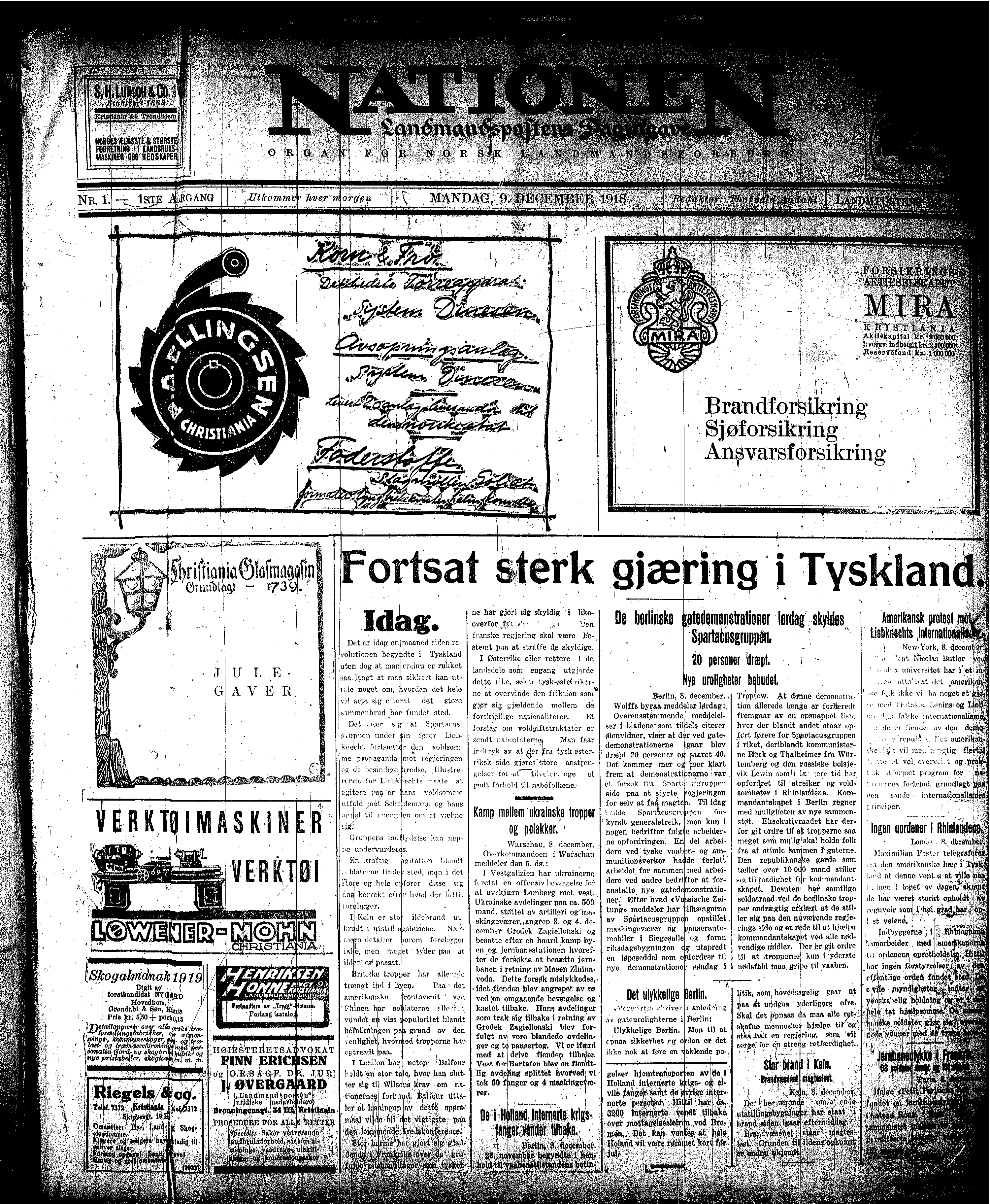
Första numret av Nationen.

Nationen är en dagstidning i Oslo. Den grundades 1918 och utkommer måndag till lördag. Tidningen var tidigare Senterpartiets huvudorgan, men är nu oberoende och ägs av Tun Media. Upplagan låg 2008 på 15 670. Redaktör är sedan 2008 Mari Velsand.
Nationen grundades som en fortsättning av Landmandsposten (grundad 1896). Thorvald Aadahl var redaktör från starten till 1942, Hans Holten 1945–1963 och Dagfinn Vårvik 1963–1988. Tidningen gick över till tabloidformat 1986. Webbplatsen nationen.no upprättades 2001 efter att försöksverksamhet påbörjats 1997.